# Седма македонска ударна бригада
Седма македонска (Битолска) ударна бригада е комунистическа партизанска единица във Вардарска Македония, участвала в така наречената Народоосвободителна войска на Македония.
Създадена е на 22 август 1944 година в село Сборско, планината Кожух в Егейска Македония. Състои се от Народоосвободителен батальон „Стив Наумов“, един батальон от втора македонска ударна бригада и нови партизани от Битолско. Бригадата навлиза в рамките на Вардарска Македония и напада български части в района на Ресен и Битоля, гранични караули на планината Каймакчалан, Преспа, селата Покървеник, Шурленци, Стене, Подмочани. След като България преминава на страната на Съюзниците на 10 септември 1944 година бригадата влиза в рамките на Четиридесет и девета македонска дивизия на НОВЮ и започва да се сражава с немските сили по направлението Ресен-Битоля. На 4 септември бойците и освобождават Битоля, а между 15 и 18 септември Кичево и Заяс. През декември 1944 година настъпва реорганизации на частите на партизаните и част от състава на бригадата влиза в Осма македонска дивизия на КНОЮ, а друга част в Четиридесет и втора македонска дивизия на НОВЮ, част от Петнадесети корпус на НОВЮ. Към бригадата вместо това влиза четвърта албанска ударна бригада и бригадата става известна като седма македоно-албанска бригада. В рамките на Петнадесети корпус бригадата участва в пробивът на Сремския фронт и в освобождаването на Славонска Пожега и Загреб. Разформирована е през май 1945 година.

## Командване
- Васко Карангелевски – командир (22 август – 4 октомври 1944)
- Васил Бошевски – командир (от 4 октомври 1944); заместник-командир
- Пецо Гудевски - командир (от 24 септември 1944); заместник-командир[3] (от 22 август до 24 септември 1944)
- Борис Стояновски – заместник-командир (от 24 септември 1944)
- Илия Илиевски – политически комисар (от 22 август 1944 до средата на октомври 1944)
- Драги Тозия – политически комисар (от средата на октомври 1944)[4]
- Петър Божиновски – заместник-политически комисар (от 22 август 1944 до средата на октомври 1944)
- Димитър Кепев – заместник-политически комисар (от средата на октомври 1944)
- Александър Веляновски – началник на щаба (от 22 август 1944 до 24 септември 1944)
- Владо Стрезовски – началник на щаба (24 септември 1944 до средата на октомври 1944)
- Алфонс Дерикочов – началник на щаба (от средата на октомври 1944)
- Мордо Нахмияс – командир на батальон
- Естрея Овадия – политически комисар на батальон
- Бошко Станковски – младежки ръководител
- Фана Кочовска
- Кочо Палигора
- Йосиф Найденовски
- Янко Мариовски
- Христо Мицковски
- Борис Кочановски
- Павле Игновски
- Йован Лалев